# Incident fratricide de l'OMON à Grozny
Seconde guerre de Tchétchénie
L' incident fratricide de l'OMON de Grozny a eu lieu le 2 mars 2000, lorsqu'une unité de l'OMON (police spéciale russe) de Podolsk, appuyée par la police paramilitaire de l'oblast de Sverdlovsk à bord de véhicules blindés, a ouvert le feu sur une colonne motorisée de l'OMON de Serguiev Possad (Oblast de Moscou), qui venaient d'arriver en Tchétchénie pour les remplacer.
Plus de 20 personnes ont été tuées et plus de 30 blessées lors de tirs amis entre les unités russes. Les rebelles tchétchènes, prétendument aidés par la milice locale, ont d'abord été imputés à l'attaque, mais des journalistes indépendants ont découvert les faits, obligeant les autorités à admettre la vérité.

## L'embuscade
Les Omonovtsy (officiers de l'OMON) de Serguiev Possad se deplacaient dans un convoi identifié de neuf camions, un bus et une voiture de commandement, sans protection par des véhicules blindés ni par une couverture d'hélicoptère, vers un avant-poste des forces du ministère de l'Intérieur à Grozny. Leur approche avait été signalée, mais ils n'avaient pas été identifiés. Il a été supposé qu'il s'agissait soit de guérilleros tchétchènes tentant d'infiltrer la ville, soit de renforts de la milice tchétchène pro-Moscou, également en conflit avec la police de Sverdlovsk. Les policiers de Podolsk et de Sverdlovsk les attendaient pour leur tendre une embuscade. Lorsque la colonne s'est approchée d'un barrage routier improvisé constitué d'un bus accidenté, elle a soudainement et sans avertissement été la cible de tirs pour l'éliminer notamment avec des mitrailleuses lourdes et de lance-grenades.
Sur les 98 soldats du convoi, au moins 22 auraient été tués (dont le commandant de l'unité, le colonel Dimitry Markelov, tué dans les premières minutes de l'attaque) et 31 (ou 38) auraient été blessés. Au moins deux membres de l'unité de Podolsk auraient été tués par des tirs de riposte. Les responsables de Moscou ont déclaré dans un premier temps que seuls 12 hommes avaient été tués. Un jour plus tard, le chef d'état-major de l'armée russe dans le Caucase du Nord a déclaré que le bilan s'élevait à 37 morts. L'attaque a duré plus d'une heure et a été filmée par un officier russe.

## Blanchiment officiel et représailles en Tchétchénie
Immédiatement après l'incident, les responsables du ministère russe de l'Intérieur (MVD) ont indiqué que le convoi avait été pris dans une embuscade tendue par des rebelles tchétchènes et que les autres forces russes étaient des renforts. Baultdin Bakuyev, un commandant tchétchène sur le terrain a affirmé que l'attaque était un acte de vengeance pour les atrocités commises par l'OMON en Tchétchénie.
Des dizaines d'hommes locaux ont été arrêtés après l'incident. Certains ont été tués par les troupes russes de l'OMON au cours de la chasse aux attaquants tchétchènes présumés ; d'autres ont disparu de force. L'un des détenus, Shakhid Baysayev a disparu et son corps n'a jamais été retrouvé, mais il a été déclaré légalement mort par la Cour européenne des droits de l'homme en 2007, présumé avoir été tué par les forces russes alors qu'il était en détention.
Le ministre de l'Intérieur Vladimir Rushailo a assisté aux funérailles des soldats morts et a promis que les rebelles responsables de leur mort seraient identifiés et que « des représailles seraient infligées en conséquence ». Il a ajouté que tous les supérieurs responsables du ministère de l'Intérieur seraient également punis. Il a été rapidement annoncé que trois rebelles présumés impliqués dans l'attaque avaient été accusés de meurtre. Cependant, les « rebelles » détenus ont ensuite été relâchés.

## Procès pour négligence criminelle
Lors d'un procès à huis clos en 2002, un tribunal a acquitté deux hauts responsables du ministère de l'Intérieur, le général de division Boris Fadeyev (ancien chef adjoint du département du ministère de l'Intérieur de la région de Moscou et chef de la police de la circulation de Moscou) et le colonel Mikhaïl Levchenko (ancien chef du commandement groupe des forces du ministère de l'Intérieur en Tchétchénie), de négligence criminelle,,. Le tribunal a plutôt imputé la responsabilité à titre posthume au colonel Markelov. Le major Igor Tikhonov, ancien commandant de l'OMON de Podolsk, a été dispensé des débats pour raisons de santé.